# Galeria Piano Nobile w Krakowie
Galeria Piano Nobile – galeria założona w 1991 roku, zajmująca się promocją i prezentacją sztuki współczesnej.
Galeria mieści się w prywatnej kamienicy w Rynku Głównym 33 w Krakowie. Galerię prowadzi Hanna Wojterkowska-Haber.
Na co dzień galeria współpracuje z artystami ze środowiska krakowskiego reprezentującymi: nurt kolorystyczny, nurt metaforyczny, abstrakcję geometryczną, grafikę. W okresie wiosennym i zimowym odbywają się salony malarsko - rzeźbiarskie.
Współpracuje z Instytutem Francuskim w Krakowie w wyniku czego prezentowane są prace współczesnych artystów francuskich. Prócz tego w Piano Nobile można obejrzeć prace laureatów Międzynarodowych Triennale Grafiki. W 1994 roku była to Alina Kalczyńska (Mediolan), w 1997 - Herman Hebler (Norwegia), laureat Grand Prix d'Honneur, 2000 - Tadeusz Wiktor, laureat Grand Prix, 2003 - Jerzy Grabowski.
Raz w roku ma miejsce wystawa z katalogiem dla najlepszego absolwenta Akademii Sztuk Pięknych w Krakowie. 
Wydaje katalogi (dwujęzyczne), druki ulotne. Prowadzi sprzedaż dzieł sztuki.
W galerii swoje prace prezentowali m.in.: Kazimierz Mikulski, Beata Wąsowska Maciejewski, Świderski, Joniak, Piotrowicz oraz artyści zagraniczni m.in. Wiktor Vasareli, Benois Demoriane, Albert Lemand, Vijay Kumar.